# Шишкино (Старожиловский район)
Шишкино — деревня в Старожиловском районе Рязанской области. Входит в Мелекшинское сельское поселение

## География
Находится в западной части Рязанской области на расстоянии приблизительно 13 км на юго-восток по прямой от районного центра поселка Старожилово на левом берегу речки Итья.

## История
На карте 1850 года отмечена как поселение с 9 дворами и альтернативным названием Литвиново. В 1859 году здесь (тогда деревня Пронского уезда Рязанской губернии) был учтен 51 двор, в 1897 году — 17.

## Население
Численность населения: 400 человека (1859 год), 136 (1897), 4 в 2002 году (русские 100 %), 2 в 2010.